# جيم روبرتس (لاعب كرة قاعدة)
جيم روبرتس (بالإنجليزية: Jim Roberts)‏ هو لاعب كرة قاعدة أمريكي، ولد في 13 أكتوبر 1895 في أرتيشيا في الولايات المتحدة، وتوفي في 24 يونيو 1984 في كولومبوس في الولايات المتحدة.

## وصلات خارجية
- جيم روبرتس على موقعبيزبول رفرنس.كوم (الدوري الرئيسي) (الإنجليزية)
- جيم روبرتس على موقعبيزبول رفرنس.كوم (الدوري الثانوي) (الإنجليزية)